# Amiantastis brachycasis
Amiantastis brachycasis är en fjärilsart som beskrevs av Edward Meyrick 1932. Amiantastis brachycasis ingår i släktet Amiantastis och familjen säckspinnare. Inga underarter finns listade i Catalogue of Life.